# 2012 EE18
2012 EE18 est un transneptunien du disque des objets épars, de magnitude absolue 6,3. Son diamètre est estimé à 220 km.